# 御方広名
御方 広名（みかた の ひろな）は、奈良時代の貴族。姓は無姓のち宿禰。天武天皇の曾孫、図書頭・御方大野の子。官位は従五位下・上野守。

## 経歴
当初無姓であったが、淳仁朝の天平宝字5年（761年）広名を含む一族3名に対して宿禰姓が与えられた（この時の広名の官位は正八位上・内舎人）。
桓武朝の延暦3年（784年）従五位下・筑後守に叙任される。延暦10年（791年）正月に右京亮に任ぜられるが、早くも同年7月には上野守に任ぜられ、再び地方官に遷っている。

## 官歴
『続日本紀』による。
- 時期不詳：正八位上。内舎人。
- 天平宝字5年（761年） 10月11日：無姓から宿禰姓に改姓
- 時期不詳：正六位上
- 延暦3年（784年） 正月7日：従五位下。4月30日：筑後守
- 延暦10年（791年） 正月28日：右京亮。7月28日：上野守